# 紀三井寺
34°11′6.6″N 135°11′24.09″E / 34.185167°N 135.1900250°E
紀三井寺是位在日本和歌山縣和歌山市的寺院，救世觀音宗總本山。山號「紀三井山」（きみいさん）。本尊十一面觀音、傳說開基（創立者）是為光。因境內有清淨水、楊柳水、吉祥水之三井而得名。

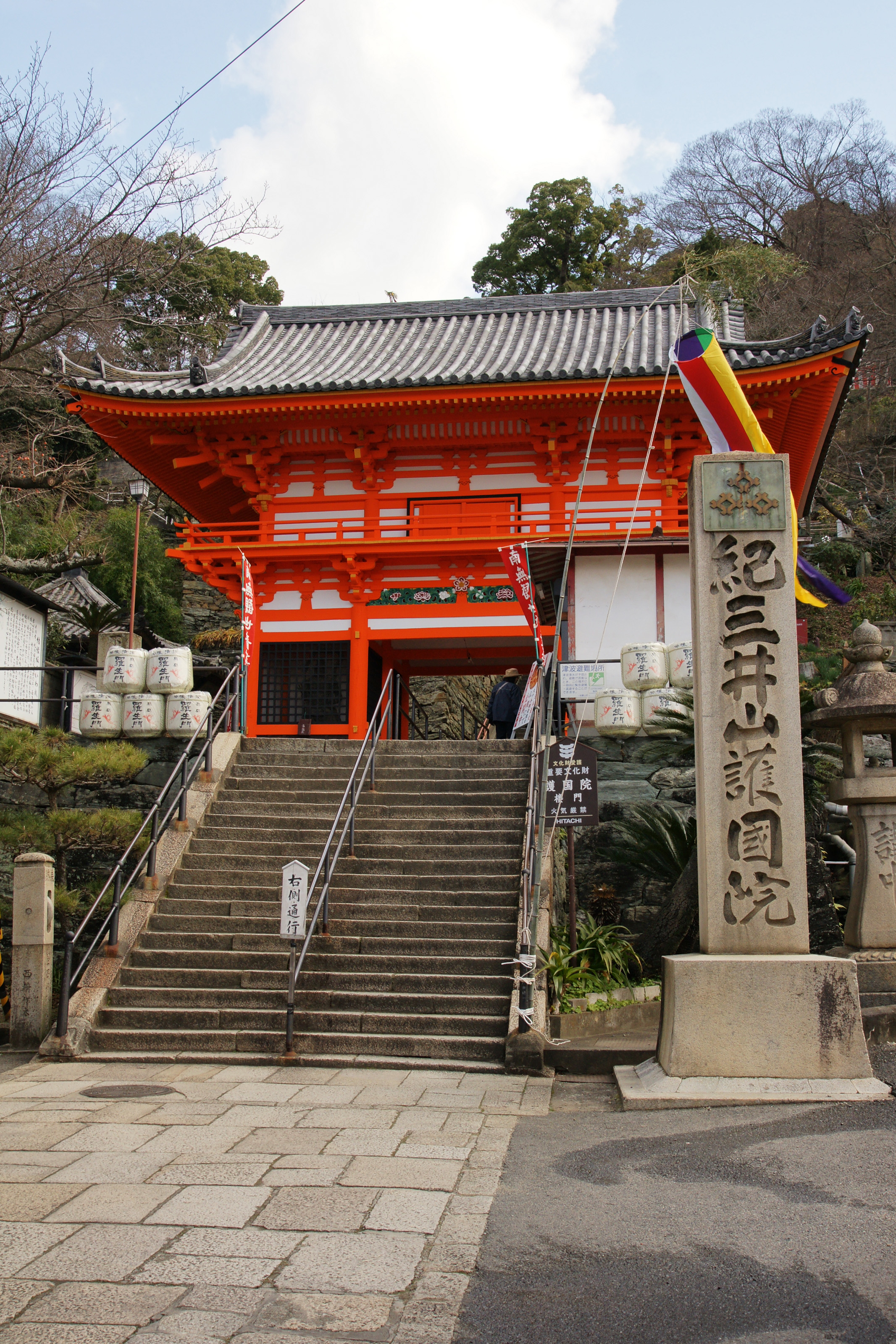
樓門（重要文化財）
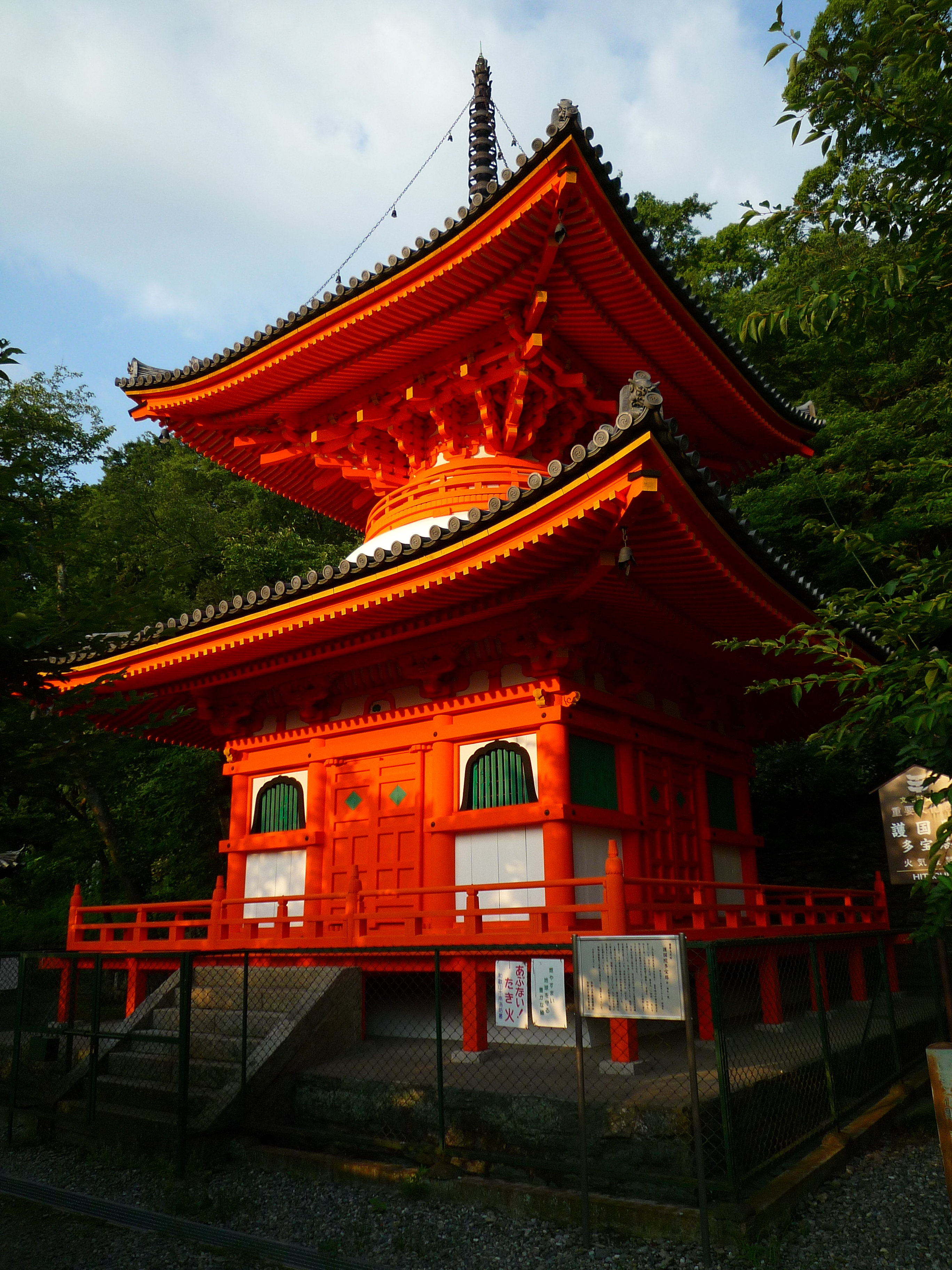
多寶塔（重要文化財）
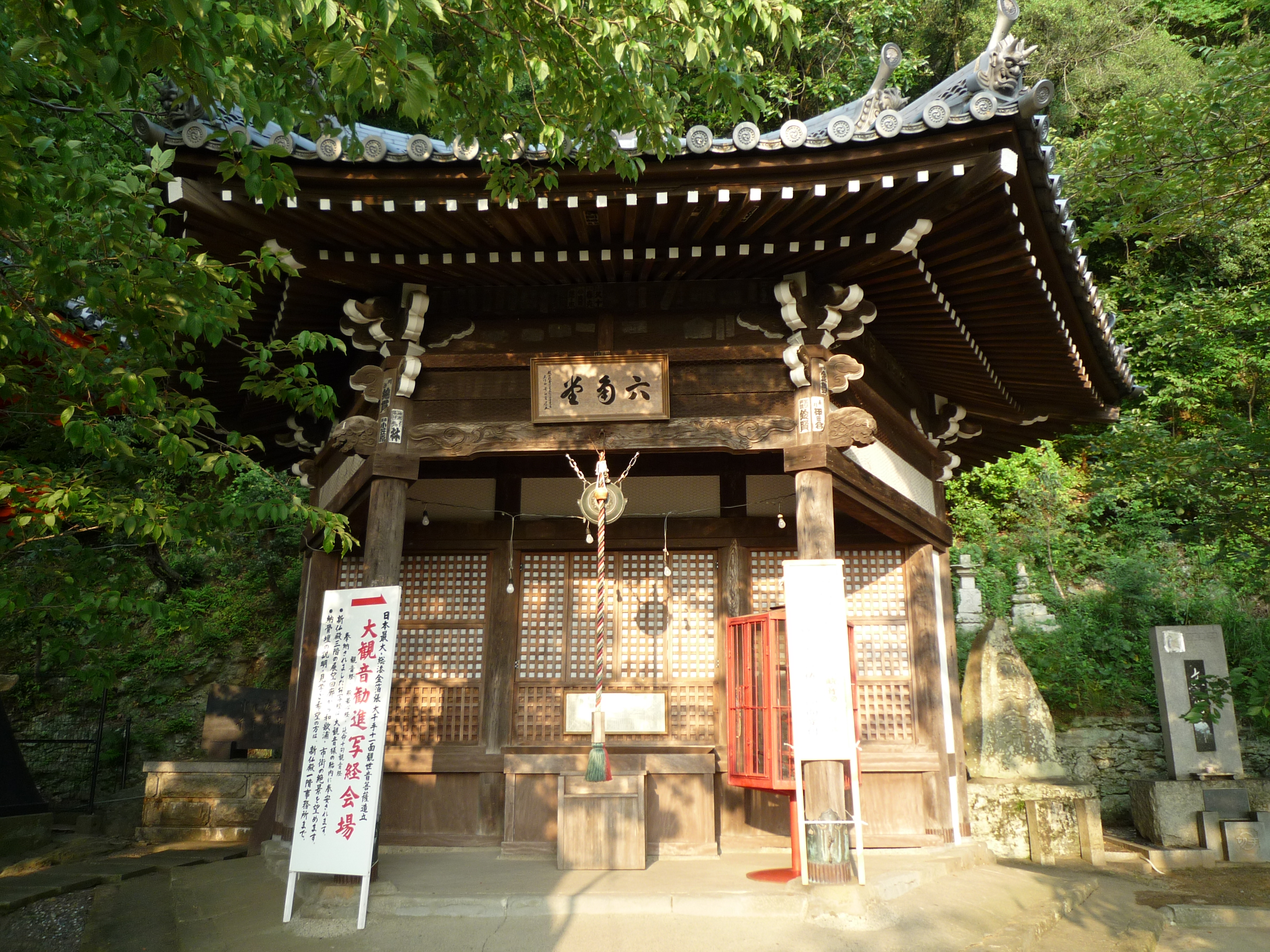
六角堂

## 關連項目
- 西國三十三箇所
- 佐佐木只三郎

## 外部連結
- 紀三井寺 （页面存档备份，存于）